# 중력 질량
중력 질량(重力質量, gravitational mass)은 질량을 가진 물체가 받는 중력에 의해 가지는 질량이다. 실험적으로, 관성 질량와 중력 질량은 그 크기가 같다. 이들이 크기가 같은 이유는 일반상대론으로 설명한다.

## 관련 서적
- 히로세 다치시게 저. 임승원 역. 《질량의 기원》. 전파과학사. 1996년. ISBN 9788970444956

## 같이 보기
- 중력가속도
- 관성 질량